# Ebi Ere
Ebi Ere (Tulsa, 2 de agosto de 1981) é um basquetebolista profissional nigeriano que atualmente está sem clube e teve como último clube o Capitanes de Arecibo que disputa a Liga Porto-riquenha.